# گذر خان
گذرخان مربوط به سده‌های متاخر دوران‌های تاریخی پس از اسلام است و در قم، ضلع شرقی خیابان ارم، مقابل میدان آستانه مقدسه واقع شده و این اثر در تاریخ ۲۵ آبان ۱۳۸۷ با شمارهٔ ثبت ۲۳۶۴۷ به‌عنوان یکی از آثار ملی ایران به ثبت رسیده است.
گذرخان بازاری است با قدمت ۳۰۰ ساله که به واسطه مهاجرت عرب‌های عراق و اقامت در این محل کاسبی در آن رونق گرفت. گذرخان کوچه‌ای با عرض کمتر از ۴ متر است که در دو طرفش حدود ۱۰۰ مغازه وجود دارد. صاحبان بیشتر این مغازه‌ها عرب هستند و وقتی صدام با حمله به ایران، عرصه را بر شیعیان عراقی تنگ کرده بود، آنها به قم مهاجرت کرده و در اطراف خیابان چهارمردان و به خصوص در محله گذر خان ساکن و در این محل به کسب و کار مشغول می‌شوند.